# Theron Ephron Catlin

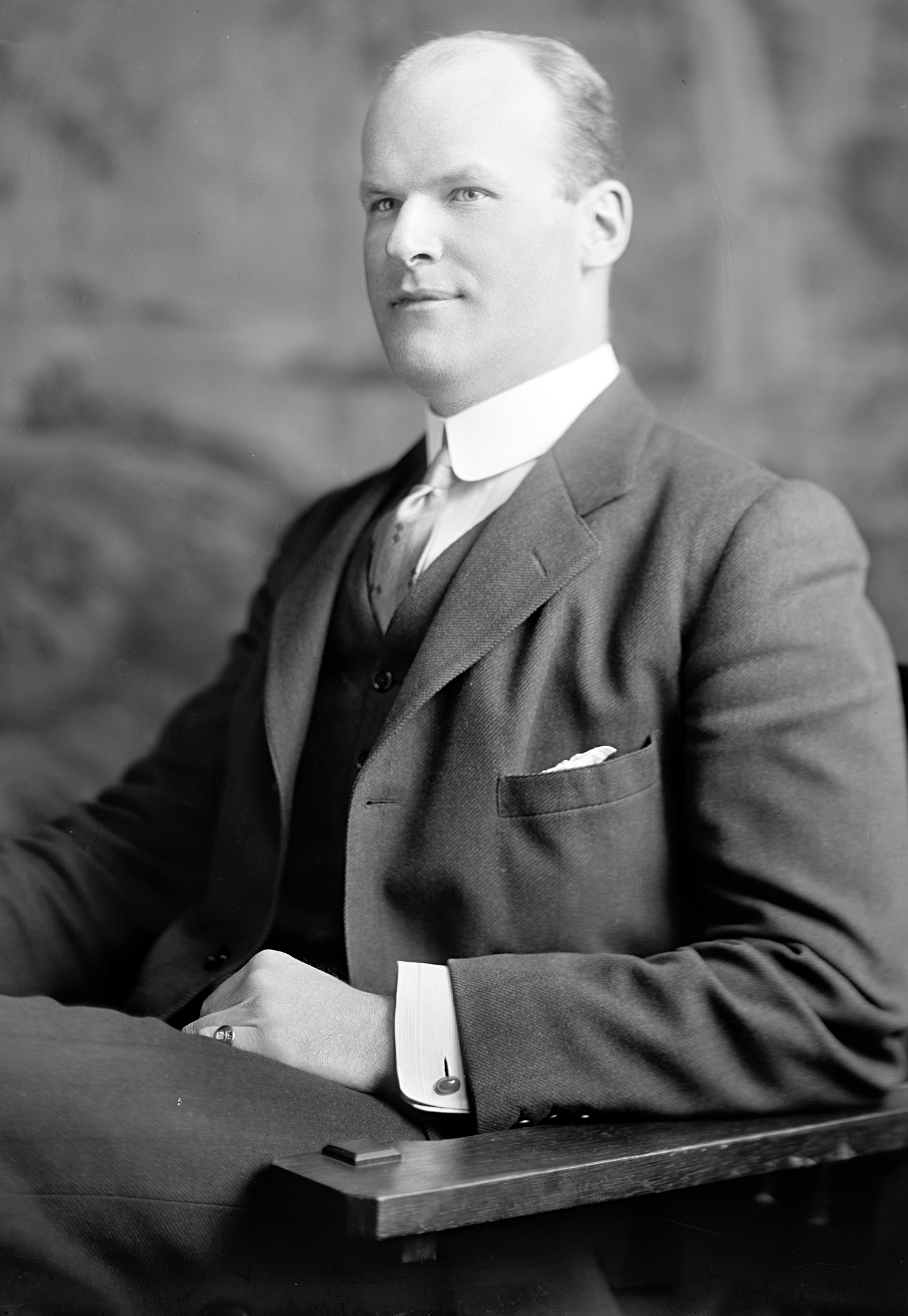
Theron Ephron Catlin

Theron Ephron Catlin (* 16. Mai 1878 in St. Louis, Missouri; † 19. März 1960 ebenda) war ein US-amerikanischer Politiker. In den Jahren 1911 und 1912 vertrat er den Bundesstaat Missouri im US-Repräsentantenhaus.

## Werdegang
Theron Catlin genoss eine private Schulausbildung und studierte danach bis 1899 an der Harvard University. Nach einem anschließenden Jurastudium an derselben Universität und seiner 1903 erfolgten Zulassung als Rechtsanwalt begann er in St. Louis in diesem Beruf zu arbeiten. Gleichzeitig schlug er als Mitglied der Republikanischen Partei eine politische Laufbahn ein. Zwischen 1907 und 1909 war Catlin Abgeordneter im Repräsentantenhaus von Missouri.
Catlin heiratete am 6. Januar 1916 in St. Louis Frances Tootle Dameron (1885–November 1982). Aus der Ehe gingen mindestens drei Kinder hervor – ein Sohn und zwei Töchter. Theron Ephron Catlin verstarb am 19. März 1960 in St. Louis und wurde auf dem Bellefontaine Cemetery beigesetzt.
Bei den Kongresswahlen des Jahres 1910 wurde er im elften Wahlbezirk von Missouri in das US-Repräsentantenhaus in Washington, D.C. gewählt, wo er am 4. März 1911 die Nachfolge des Demokraten Patrick F. Gill antrat. Dieser legte aber gegen den Wahlausgang Einspruch ein. Als diesem stattgegeben wurde, musste Catlin sein Mandat am 12. August 1912 wieder an Gill abtreten. Im Jahr 1912 bewarb sich Catlin erfolglos um die Rückkehr in den Kongress. In der Folge praktizierte er wieder als Anwalt. Er war außerdem Vorstandsmitglied der Firma St. Louis Union Trust Co. Theron Catlin starb am 19. März 1960 in St. Louis, wo er auch beigesetzt wurde.